# La Yunta
La Yunta es un municipio y localidad española de la provincia de Guadalajara, en la comunidad autónoma de Castilla-La Mancha. El término municipal tiene una población de 91 habitantes (INE 2024).

## Toponimia
El topónimo La Yunta parece provenir del verbo «juntar», posiblemente refiriéndose —según Corominas— a la confluencia entre dos ríos.

## Ubicación

Extensión del término municipal dentro de la provincia de Guadalajara

El municipio y la localidad se encuentran en el extremo oriental de la provincia de Guadalajara. La localidad está situada a una altitud de 1104 m sobre el nivel del mar.

## Historia
A mediados del siglo XIX, el lugar contaba con una población censada de 320 habitantes. La localidad aparece descrita en el decimosexto volumen del Diccionario geográfico-estadístico-histórico de España y sus posesiones de Ultramar de Pascual Madoz de la siguiente manera:

YUNTA (la): v. con ayunt. en la prov. de Guadalajara (26 leg.), part. jud. de Molina (3), aud. terr. de Madrid (36), c. g. de Castilla la Nueva, dioc. vere nullius, por corresponder á la encomienda de San Juan y vicaria de Poyos: sit. en llano, con buena ventilacion y clima frio, pero sano. Tiene 140 casas; la consistorial; cárcel; escuela de instruccion primaria frecuentada por 40 alumnos, á cargo de un maestro dotado con 24 fan. de trigo; una igl. parr. (Sta. Maria) servida por un cura prior de nombramiento de la asamblea de la orden; fuera de la pobl. hay una fuente, que aunque de gruesas aguas, provee á las necesidades del vecindario. Confina el térm. con los de Embid, Odon, Campillo de Dueñas y Cubillejo de la Sierra: dentro de él se encuentran algunos manantiales y las ermitas de La Soledad, Ntra. Sra. de la Cabeza, San Amancio y San Roque. El terreno en lo general es áspero y de mala calidad; comprende buenos montes carrascales. caminos: los locales y los de Madrid á Valencia, y de Molina á Zaragoza. correo: se recibe y despacha en Molina. prod.: cereales, legumbres y pastos, con los que se mantiene ganado lanar, cabrío, vacuno, mular y asnal; hay caza menor. pobl.: 81 vec., 320 alm. cap. prod.: 1.466,667 rs. imp.: 88,000. contr.: 4,926.
(Madoz, 1850, p. 438)

## Demografía
La Yunta cuenta con una población de 91 habitantes (INE 2024).
| Gráfica de evolución demográfica de La Yunta entre 1842 y 2021                                                      |
| |
| Población de derecho según los censos de población del INE Población de hecho según los censos de población del INE |

## Patrimonio

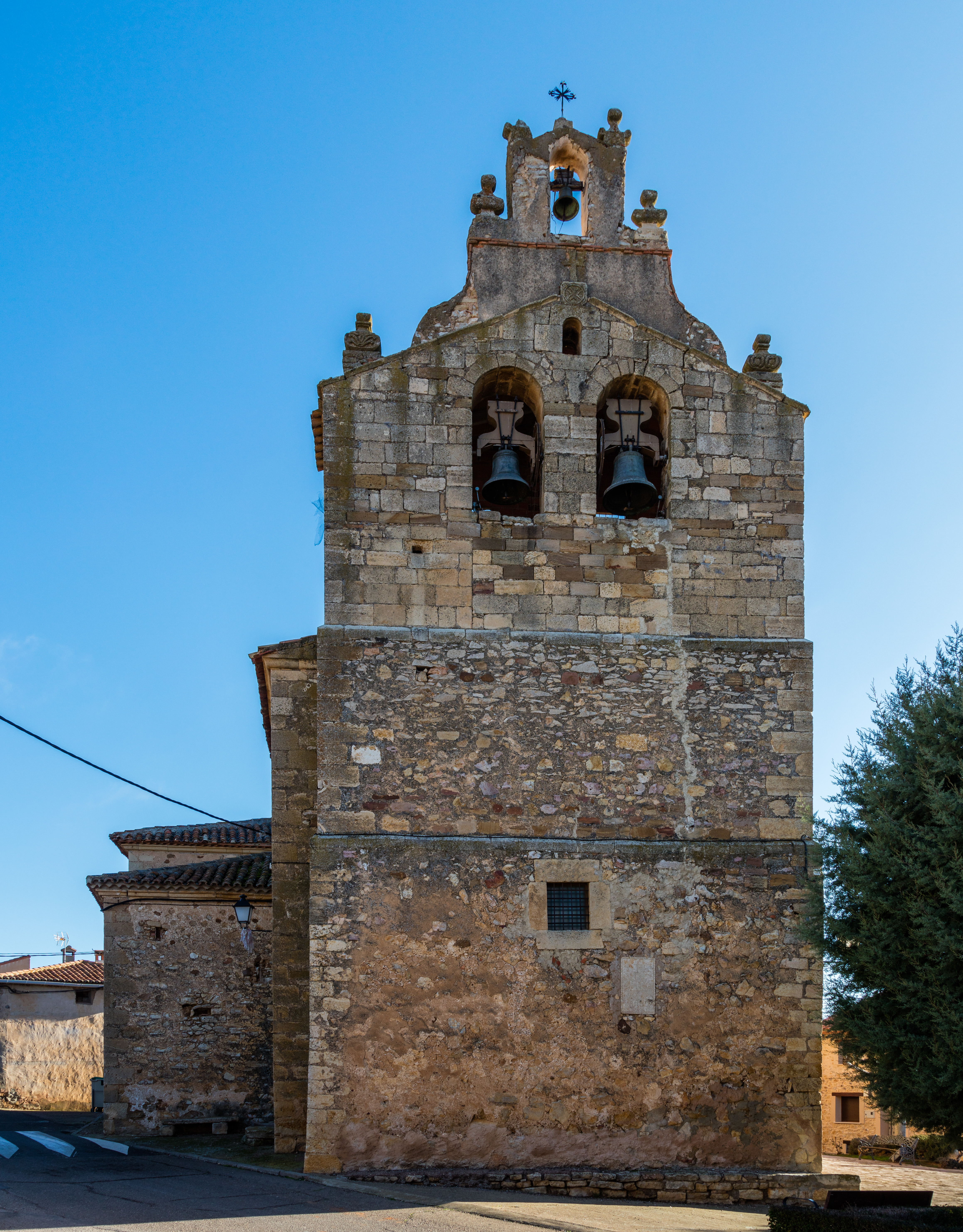
Iglesia de Santa María La Mayor

- Iglesia de Santa María La Mayor

## Galería de imágenes

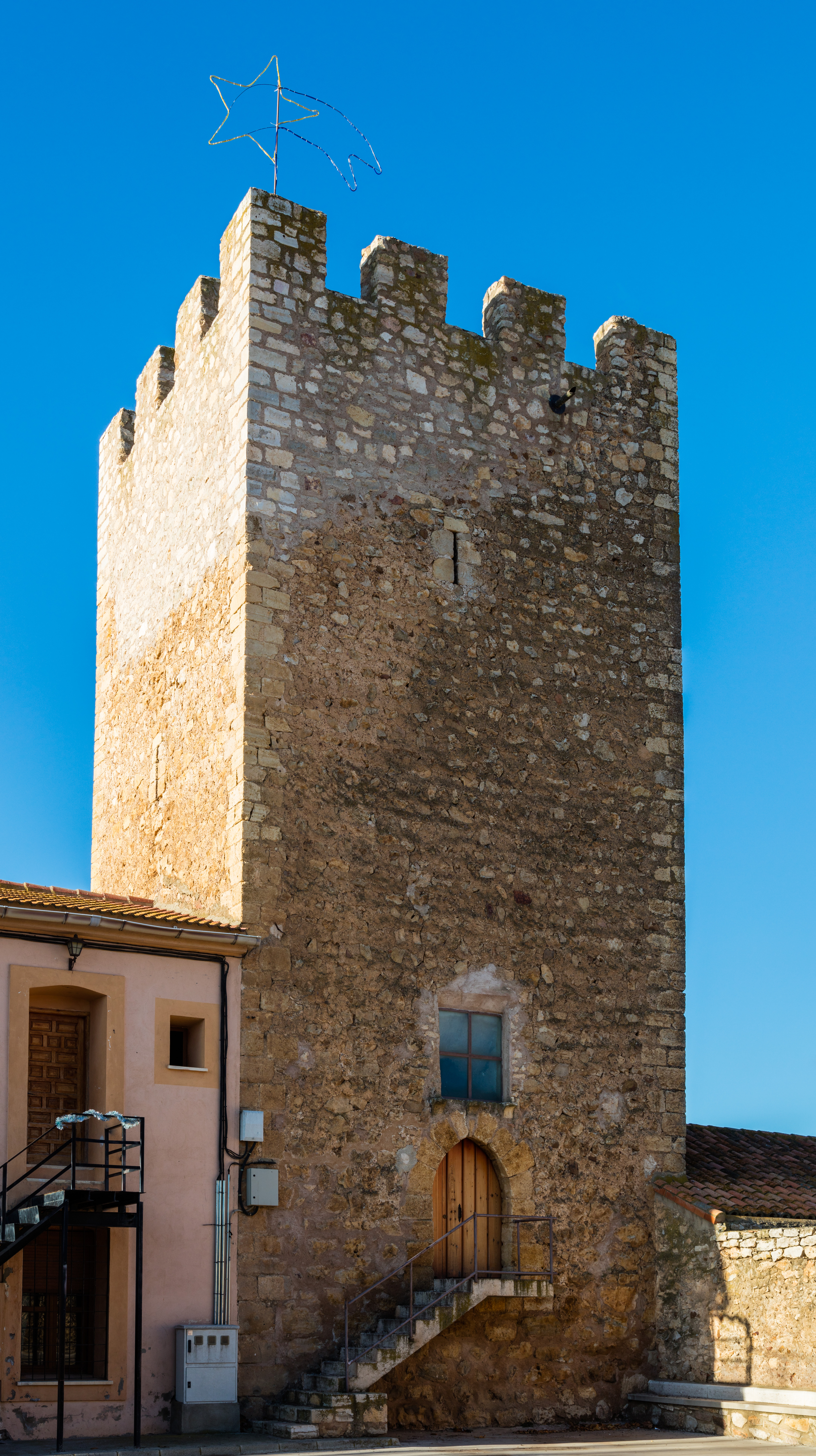
Torreón
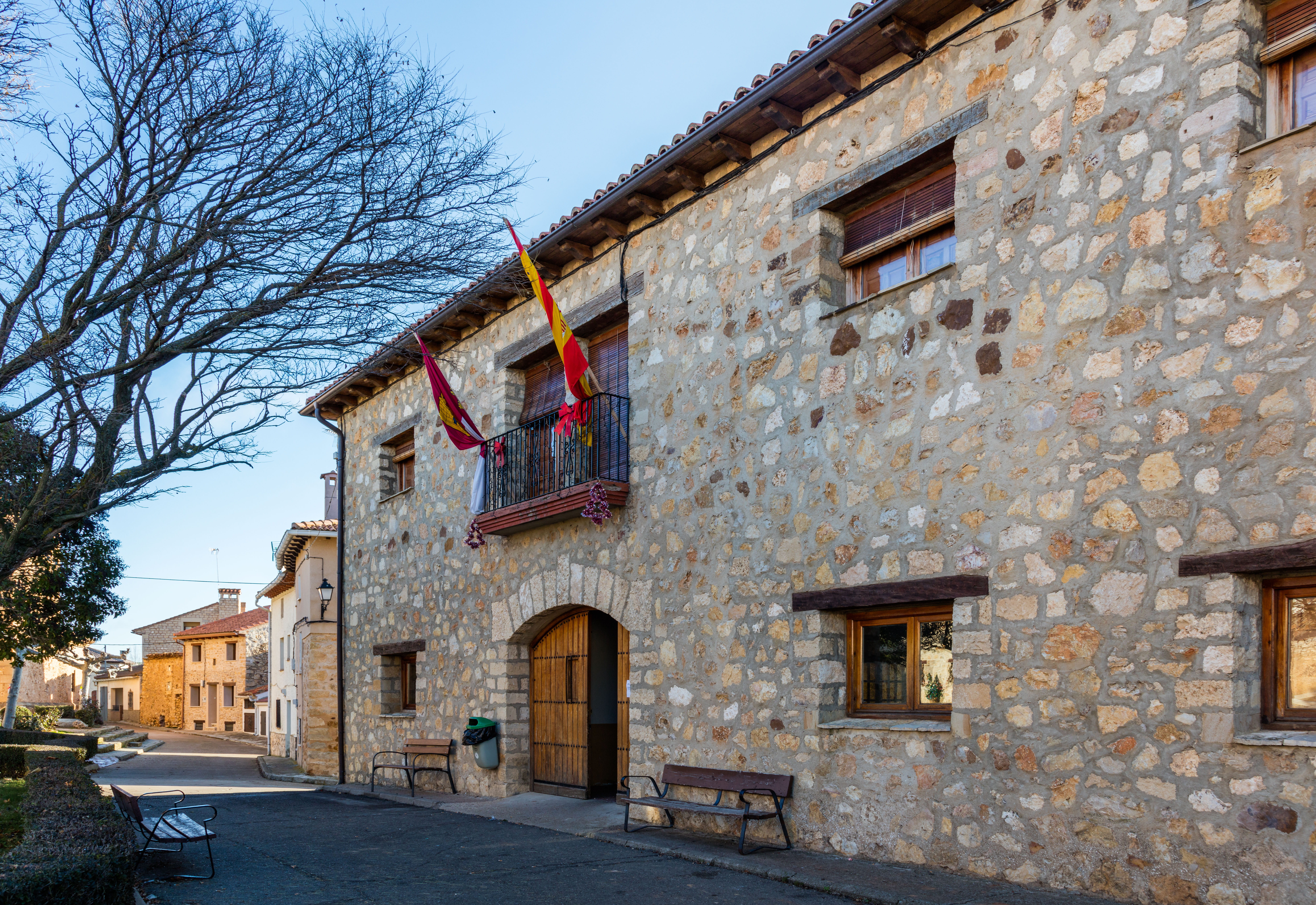
Ayuntamiento
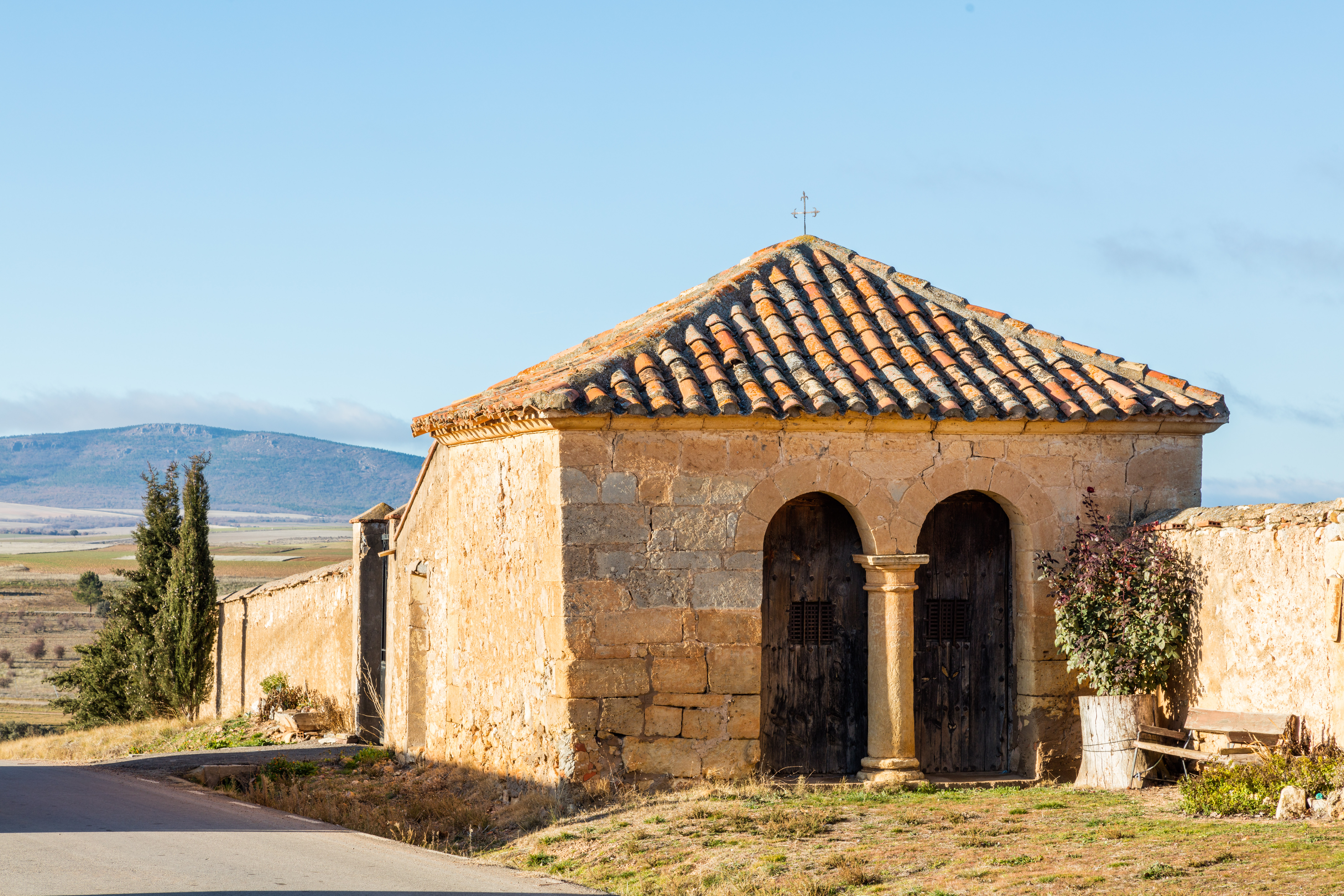
Ermita de la Soledad